# Wolfgang Bibel

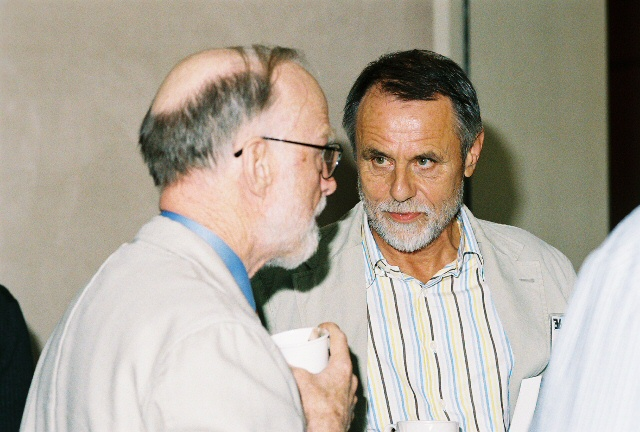
Wolfgang Bibel (r.) im Gespräch mit C. A. R. Hoare (2006)

Leonhard Wolfgang Bibel (* 28. Oktober 1938 in Nürnberg) ist ein deutscher Informatiker, der zu den Begründern des Gebietes Künstliche Intelligenz in Deutschland und Europa gehört.
Bibel baute die notwendigen Institutionen, Konferenzen und wissenschaftlichen Fachzeitschriften auf und sorgte für die notwendigen Forschungsprogramme, damit sich das Fachgebiet der Künstlichen Intelligenz etablieren konnte. Er war Gründungspräsident der Europäischen Vereinigung für künstliche Intelligenz (EurAI) und hat am 23. April 2018 die Ereignisse in Gang gesetzt, die zum Start der Initiative CLAIRE führten, die die KI-Forschung in Europa stärken will.
Bibel war Professor für Intellektik am Fachbereich Informatik der Technischen Universität Darmstadt und arbeitete vor allem auf dem Gebiet der Automatischen Deduktion. Zu seinen wissenschaftlichen Beiträgen zählt die von ihm entwickelte Konnektionsmethode, die Computern ermöglicht, korrekte logische Schlussfolgerungen in sehr kompakter Weise zu ziehen. Für seine wissenschaftlichen Leistungen erhielt er 2006 den Herbrand Award.
Er wurde von der Gesellschaft für Informatik als einer der zehn prägenden Köpfe der deutschen KI-Forschung ausgezeichnet.

## Werdegang
Wolfgang Bibel wurde in Nürnberg als Sohn von Hans und Johanna Maria Bibel geboren, ist dort aufgewachsen und bis zum Abitur zur Schule gegangen. In der Zeit von 1944 bis 1947 musste er wegen einer kriegsbedingten Ausquartierung nach Georgensgmünd. Nach dem Abitur wollte er Physik an der Universität Erlangen studieren. Aufgrund eines Erlasses musste er die Wehrpflicht nicht ableisten. Vor dem Studium musste er Industrieerfahrung vorweisen, weswegen er ein Praktikum beim Großkraftwerk Franken absolvierte. Schließlich begann er 1958 ein Studium der Mathematik und Physik mit Schwerpunkt Physik an der Universität Erlangen. Für Bibel stellte das erste Studienjahr eine Herausforderung dar, da der Inhalt für ihn unbekannt war im Gegensatz zu den Kommilitonen, die von naturwissenschaftlichen Schulen kamen. In der vorlesungsfreien Zeit erledigte er ein weiteres Praktikum bei Siemens-Schuckertwerke. Am 4. Mai 1961 erhielt er sein Vordiplom. Ab 1962 absolvierte er einen Teil seines Studiums an der Universität Heidelberg. Mit dem Wechsel seines Schwerpunktes auf die Mathematik wechselte er an die Ludwig-Maximilians-Universität München, wo er bis 1964 studierte und seinen Diplomabschluss für Mathematik erreichte. Seine Diplomarbeit behandelte den Beweis des Remmertschen Abbildungssatzes. Danach war er wissenschaftlicher Arbeiter am Max-Planck-Institut für Physik und Astrophysik in München, das damals Werner Heisenberg leitete. Am Max-Planck-Institut lernte er Peter Mittelstaedt kennen, der ihm ein Stipendium und seine Betreuung für die Promotion anbot. Mittelstaedt schlug Bibel als Promotionsthema vor, die Lösung zum Umkehrproblem in der Streutheorie zu erarbeiten, jedoch wurde später bekannt, dass die Lösung schon lange erbracht worden war. Dies war Mittelstaedt damals nicht bewusst gewesen. Später stellte sich dann noch heraus, dass Mittelstaedt eine Professur an der Universität zu Köln angenommen hatte. Bibel zog mit Mittelstaedt an die Universität zu Köln, wo er als wissenschaftlicher Assistent tätig war. Die bereits erbrachte Lösung, die plötzlich angenommene Professur von Mittelstaedt und die Entfernung zu seiner damaligen Freundin führten dazu, dass er seine Stelle nach kurzer Zeit kündigte. 1968 promovierte er unter der Betreuung von Kurt Schütte mit cum laude in der Mathematischen Logik. Seine Dissertation lautete „Schnittelimination in einem Teilsystem der einfachen Typenlogik“.

### Gescheiterte Habilitation an der TU München
In der Zeit von 1969 bis 1987 war er wissenschaftlicher Assistent/Oberassistent im Institut für Informatik bei der Technischen Universität München. Eigentlich hatte Bibel vor, an der Universität zu habilitieren. Dazu legte er im Dezember 1974 seine Habilitationsschrift zur Prüfung vor. Seine Habilitationsschrift lautete „Programmieren in der Sprache der Prädikatenlogik“. Sein Betreuer war Klaus Samelson. Jedoch legte überraschenderweise Friedrich Ludwig Bauer, der damals das Institut leitete, ein Veto gegen seine Habilitation ein, was bedeutete, dass man ihm die Eignung dafür absprach, was unüblich angesichts der Leistungen von Bibel war. Bauer empfahl ihm noch fünf Jahre zu forschen, bevor an eine Habilitation zu denken wäre. Außerhalb von der TU München erkannte man jedoch seine Leistung, weswegen er versuchte, ein Habilitationsverfahren ohne Einverständnis von Bauer einzuleiten, da sich Bauer vehement dagegen wehrte. In dem akademischen Jahr 1975/1976 wurde er als Lehrbeauftragter vom Fachbereich Informatik der Hochschule der Bundeswehr in München berufen. Zudem vertrat er im Sommersemester 1975 den Lehrstuhl von Jacques Loeckx an der Universität des Saarlandes und wurde vom Dekan des Fachbereichs Mathematik/Informatik der Gesamthochschule Paderborn aufgerufen, sich auf eine Professur zu bewerben. Vorsitzender der Habilitationskommission war Karl-Heinz Helwig, der Gutachter bestellte, die keine Kenntnisse in seinem Fach Automatisches Beweisen vorzeigen konnten. Daraufhin wandte sich Bibel an den damaligen Präsidenten der TU München, Ulrich Grigull, jedoch erfolglos. Bibels Eindruck nach sagte Grigull sinngemäß, dass Tradition keine Erklärungen benötige und dass er auf Bauer hätte hören sollen. Bibel hatte in der Zeit weitere Stellen inne, darunter an der Duke University, erfuhr international Unterstützung und holte sich zusätzliche Gutachten ein, die positiv ausfielen. Darunter waren Gutachten von Bruno Buchberger und Woody Bledsoe, jedoch wurde 1977 sein Antrag mit 31 Gegenstimmen und 3 Enthaltungen abgelehnt. Aus Verzweiflung versuchte er, den Antrag zurückzunehmen. Er kannte nur einige Gründe für seine Ablehnung aus indiskreten Gesprächen. Die vollständigen Gründe für die Ablehnung konnte er jedoch nicht aus den Gutachten entnehmen. Auch ein Gesuch für die Einsicht in die Unterlagen scheiterte, weswegen er Klage einlegte, in denen er inhaltliche Fehler bei den Gutachten nachwies. Die Klage wurde jedoch 1982 abgewiesen, da das Habilitationsverfahren formell richtig gewesen sei und Inhaltliches nicht überprüft werden könne, sodass nach sieben Jahren sein Habilitationsverfahren endete und er damit nicht an der TU München lehren durfte. In der Zeit änderte sich die Einstellung seiner Kollegen zu ihm, die er selbst als feindlich beschrieb. 1978 versuchte er eine weitere Habilitation, da es eine Änderung im Gesetz gab, die Oberassistenten ermöglichte, eine Professur zu übernehmen. Jedoch wurde auch dies 1980 mit der Begründung, dass kein Bedarf in seinem Fach gäbe, abgelehnt. Das gesamte Geschehen beschreibt Bibel so, dass man versuchte, ihn „[…] akademisch zu liquidieren.“ und er erklärte es sich damit, dass Bauer seiner Meinung nach machtbesessen sei und Menschen nicht aufgrund der fachlichen Qualifikation unterstützte, sondern nach Macht gestrebt habe. Bauer und die Kollegen konnten sich auch nicht fachlich mit Bibel identifizieren und lehnten das Fach und Bibels wissenschaftliche Herangehensweise ab. Bauer war Befürworter der imperativen Programmierung mit ALGOL, während Bibel sich auf die logische Programmierung mit PROLOG stütze. So hat Bauer auch erst später die funktionale und objektorientierte Programmierung mit LISP, die von Wahlster vertreten worden war, anerkannt. Vor allem Bauer habe nicht an die Zukunft des Fachgebietes Künstliche Intelligenz geglaubt. Zu dem Zeitpunkt war die ablehnende Haltung zum Fachgebiet Künstliche Intelligenz nicht nur in München angesiedelt, sondern erstreckte sich darüber hinaus. Auch Wahlster bezeichnete das Vorgehen von Bauer als von Ideologie getrieben. Im selben Jahr, in dem die Habilitation gescheitert ist, förderte die Deutsche Forschungsgemeinschaft auf einen Antrag von Bibel hin das Projekt Verwendung von Beweisverfahren in der Programmierung. Das Thema war inhaltlich vom Thema der gescheiterten Habilitation geprägt, weswegen sich auch Bauer über die Förderung empörte, sodass Bibel der Zugang zu den Rechnern der TU München versperrt worden war. Erst mit dem Einschreiten des damaligen DFG-Präsidenten konnte das Problem gelöst werden. Jedoch fand Bibel international Unterstützung und auch einige Professoren an der TU München unterstützen ihn, darunter Eike Jessen, der später die Verantwortung für die Arbeitsgruppe von Bibel hatte, und Josef Heinhold, der auf eigene Initiative mit zwei anderen Professoren Gutachten von außen einholte, die positiv ausfielen. Jessen sei der erste Professor gewesen, der völlig unabhängig von Bauers Meinung berufen worden war. Dies sei dem Nachfolger von Grigull, Wolfgang Wild, zu verdanken gewesen, der eine andere Berufungspolitik ausübte. So sei Bauer laut Bibel nicht aufgrund seiner wissenschaftlichen Beiträge, sondern als Wissenschaftspolitiker bekannt geworden und zum Kellerprinzip, der mit den Namen Samelson und Bauer verbunden ist, habe Samelson den größten Beitrag geleistet. Eickel, der zu den Gutachtern und der Gruppe von Bauer gehörte, wurde habilitiert, obwohl er zu dem Zeitpunkt nur eine Veröffentlichung mit drei weiteren Autoren vorweisen konnte, sodass Bauers Vorgehen letztendlich dazu geführt haben soll, dass das wissenschaftliche Niveau an der Universität sank. Das Vorgehen habe Bibels Meinung nach dazu geführt, dass keine großen IT-Unternehmen wie SAP, Software AG und Scheer AG aus der TU München entstanden sind. So sei auch Andreas von Bechtolsheim unterfordert und verärgert gewesen, weswegen er an die Carnegie Mellon University gewechselt ist. Die Geschichte sprach sich herum und erschwerte Bibel das Leben, denn Bauer hatte zu diesem Zeitpunkt einen großen Einfluss in der Informatik in Deutschland. Bibel schrieb 26 erfolglose Bewerbungen. In den folgenden Jahren versuchte Bibel seine Zeit in München auf ein Minimum zu halten. Das Ereignis prägte Bibel und die Einschätzung von Bauer und seinen Kollegen stellte sich als falsch heraus.
In diesem Zeitraum hatte er Gastprofessuren an der Wayne State University, Detroit, USA (1970–1971), der Universität Karlsruhe (1978–1979), der Universität Rom (1983), der Duke University, Durham NC, USA (1985) und der Technischen Hochschule Darmstadt (1985–1986).

### Zeit nach der TU München
Nach der gescheiterten Habilitation war er im Zeitraum von 1987 bis 1988 Professor an der University of British Columbia in Vancouver, Kanada. Es war die erste Professur auf Lebenszeit, die er innehatte. 1989 wurde Bibel dann Adjunct Professor an der University of British Columbia, ein Ehrentitel, die ihm die Universität noch verliehen hat, bevor er an die TU Darmstadt wechselte.
Im Wintersemester 1985/1986 vertrat Bibel erstmals den Lehrstuhl am Fachbereich Informatik der Technischen Universität Darmstadt, auf die ihn später die Universität berufen hat. Für die Vertretungsprofessur engagierte sich Hans-Jürgen Hoffmann. Den Ruf an die TU Darmstadt nahm er am 1. Oktober 1988 an und wurde Professor für Intellektik am Fachbereich Informatik der TU Darmstadt. Zu diesem Zeitpunkt war Bibel bereits 50. Die TU Darmstadt war der 16. Arbeitgeber und auch der letzte von Bibel. Es war auch für Bibel das erste stabile Arbeitsumfeld, indem er normal arbeiten konnte. Für das akademische Jahr 1991/1992 übernahm er das Amt als Dekan des Fachbereichs Informatik der TU Darmstadt. Er führte in der Zeit in drei Berufungskommissionen den Vorsitz. Darunter waren Oskar von Stryk und Karsten Weihe. In seiner Zeit baute er zudem seine Forschungsgruppe weiter auf und machte die TU Darmstadt zu einer der führenden Universitäten für Künstliche Intelligenz weltweit. Das wissenschaftlich herausragendste Projekt war das von der Deutschen Forschungsgemeinschaft geförderte nationale Schwerpunktprogramm Deduktion. Das Projekt führte dazu, dass Deutschland eine führende Position in der Künstlichen Intelligenz einnahm. Am Ende war er C4-Professor und ist seit 2004 Professor emeritus. Seine Abschiedsvorlesung hielt er am 13. Februar 2004.
Auf Wunsch von Wolfgang Bibel erhielt Wolfgang Wahlster seinen ersten Ehrendoktor von der TU Darmstadt und John Alan Robinson 1994 den Humboldt-Preis, der einen sechsmonatigen Aufenthalt an der Technischen Universität Darmstadt beinhaltete. Stand 2017 wurden fünfundzwanzig seiner Doktoranden oder Mitarbeiter Professoren, sodass ein Großteil der heutigen Deutschen KI-Forscher seine Schüler waren. Zu seinen Schülern gehört auch Holger H. Hoos, der 2015 zum Fellow der Association for the Advancement of Artificial Intelligence (AAAI) ernannt wurde und Gerhard Brewka, dessen Dissertation von Bibel betreut worden war und auch von der Gesellschaft für Informatik zu den prägenden Köpfen der deutschen KI-Forschung gezählt wird. Er veröffentlichte über 250 wissenschaftliche Publikationen, darunter 20 Bücher, zu den Gebieten Künstliche Intelligenz und Kognitionswissenschaften.
Bibel ist verheiratet und hat drei Kinder.

## Beitrag zur Künstlichen Intelligenz in Deutschland und Europa
Entgegen der Schwierigkeiten an der Technischen Universität München forschte er weiterhin in seinem Fachgebiet. Als Startschuss für die Künstliche Intelligenz in Deutschland kann das Jahr 1975 angesehen werden. Gerd Veenker rief ein Treffen in Bonn ein, an dem auch Wolfgang Bibel und Wolfgang Wahlster teilnahmen. Als Ergebnis des Treffens etablierten sie den Rundbrief KI, den Bibel später zur Fachjournal KI umwandelte. Das erste Heft erschien 1987. Die ersten sechs Ausgaben wurden von Hans-Hellmut Nagel ausgegeben. Ab der siebten Ausgabe übernahm Bibel für zwei Jahre bis 1998. In der Zeit erhielt er keine Unterstützung von der TU München, weswegen er die ganze Arbeit übernehmen musste. Auf dem Treffen wurde zudem beschlossen, einen Unterausschuss für Künstliche Intelligenz im Fachausschuss Kognitive Systeme in der Gesellschaft für Informatik einzurichten, dem Bibel ab 1975 als Mitglied angehörte. Den ersten Vorsitz hatte Hans-Hellmut Nagel inne, der damals der einzige Professor auf der obersten Stufe war, der sich zur Künstlichen Intelligenz bekannte. Dieser Ausschuss koordinierte die Etablierung von Künstlicher Intelligenz als wissenschaftliche Disziplin in Deutschland. Später übernahm Bibel die Rolle. Er hatte diese Position auch am längsten inne. 1975 organisierte er einen Workshop zum Automatischen Beweisen, der international in der Wissenschaft und in der Wirtschaft Anklang fand. Der Workshop war ein Vorläufer zum heutigen German Conference on Artificial Intelligence. 1982 gründete er zusammen mit Jörg Siekmann die zweiwöchige KI-Frühjahrsschule (KIFS), da die Forschungsergebnisse noch nicht an die Studenten kamen. Daraus entstand eines der ersten Bücher zur Künstlichen Intelligenz in Deutschland, das Studenten das Thema näher brachte. Heute ist die Schule eine dauerhafte Einrichtung. 1985 bot er auch den ersten Advanced Course on AI (ACAI) an, das Äquivalent zur KIFS für Europa. Auch daraus entstand wieder ein Buch. Bibel wollte bereits 1979 eine Europäische Organisation für Künstliche Intelligenz gründen. 1982 kam es zur ersten European Conference for Artificial Intelligence und der Gründung der European Coordinating Committee for Artificial Intelligence, die heutige European Association for Artificial Intelligence (EurAI). Er wurde deren erster Präsident. Während der ganzen Zeit hatte er keine Professur und keine Unterstützung von der TU München, da sie diese verweigerten.
1975 genehmigte die Deutsche Forschungsgemeinschaft Bibel einen Antrag auf Forschungsbeihilfe für das Projekt „Verwendung von Beweisverfahren in der Programmierung“, dessen Förderung 1977 begann. Das Thema war inhaltlich vom Thema der gescheiterten Habilitation geprägt. Bibel warb daneben mehrere Forschungsprojekte für die TU Darmstadt ein, darunter auch das von der Deutschen Forschungsgemeinschaft geförderte nationale Schwerpunktprogramm Deduktion, das im Herbst 1991 bewilligt wurde. Das Projekt führte dazu, dass Deutschland eine führende Position in der Künstlichen Intelligenz einnahm.
Von 1982 bis 1986 war Bibel der erste Chairman des European Coordinating Committee for Artificial Intelligence  (ECCAI). Auf der International Joint Conferences on Artificial Intelligence (IJCAI) 1977 stellte er mit Nagel zum ersten Mal die Situation von Künstlicher Intelligenz in Deutschland dar. Von 1986 bis 1992 war er im Vorstand von IJCAI und von 1987 bis 1989 deren Präsident. Bibels Einfluss zu dieser Zeit führten auch dazu, dass Japan ein Forschungsprogramm für ein ganzes Jahrzehnt auflegte, die Fifth Generation Computer Systems (FGCS) Initiative. Das Forschungsprogramm führte zu großem Aufsehen, weswegen Persönlichkeiten aus der Politik bei der Konferenz 1979 in Japan beiwohnten. Dabei vertrat Bibel Deutschland auf der Konferenz. Auf die Konferenz folgten dann weitere große Forschungsprogramme wie das European Strategic Programme for Research and Development in Information Technology und das vom Bundesministerium für Forschung und Technologie (BMFT) geförderte Programm Informationstechnik.
1984 wandte sich Bibel an Franz Josef Strauß, um auf die wachsende Bedeutung von Künstlicher Intelligenz hinzuweisen. Dies führte 1988 zur Gründung eines Bayerischen Forschungszentrum für Wissensbasierte Systeme (BayWiss). Parallel wurde auf Bundesebene 1987 die Gründung des Deutschen Forschungszentrum für Künstliche Intelligenz gegründet und im selben Jahr in Baden-Württemberg ein Institut für Anwendungsorientierte Wissensverarbeitung (IAW) errichtet.
Er hat am 23. April 2018 die Ereignisse in Gang gesetzt, die zum Start der Initiative CLAIRE führten. CLAIRE steht für Confederation of Laboratories for Artificial Intelligence Research in Europe und ist eine Initiative der europäischen KI-Gemeinschaft, die die KI-Forschung in Europa stärken will.
Nach seiner Pensionierung arbeitete er als Experte für die EU-Kommission, um ein Förderprogramm zu entwickeln, das später als Horizont 2020 bekannt wurde.

### Intellektik statt Künstliche Intelligenz
Wolfgang Bibel befürwortete, dass das Fachgebiet der Künstlichen Intelligenz als Intellektik bezeichnet werden sollte, da Künstliche Intelligenz nur das Ziel sei und sich KI-Forscher mit Intelligenz im Allgemeinen befassen würden. Künstliche Intelligenz ist zwar ein zentraler Begriff, jedoch wurde dieser Begriff die Bezeichnung für ein ganzes Fachgebiet, das sich mit intelligentem Verhalten bzw. intelligenten Systemen befasst. Diese Bezeichnung falle mit ihrer Bezeichnung auch aus den Rahmen, wenn man die Bezeichnung mit Bezeichnungen für andere Fachgebiete vergleicht.

## Ehrungen
- Erster Deutscher Fellow der Association for the Advancement of Artificial Intelligence (AAAI)
- Wissenschaftlicher Preis der Arbeitsgemeinschaft deutscher KI-Institute
- The Silver Core, International Federation for Information Processing (IFIP)
- The Donald E. Walker Distinguished Service Award, International Joint Conferences for Artificial Intelligence Inc. (IJCAII)
- Fellow der European Association for Artificial Intelligence (EurAI)
- Herbrand Award, CADE Inc.
- Fellow des Canadian Institute for Advanced Research
- Fellow der Gesellschaft für Informatik
- Distinguished Service Award, European Association for Artificial Intelligence (EurAI)
- Einer der zehn prägenden Köpfe der deutschen KI-Forschung[8]
- Ehrenmitglied der Gemeinnützigen Gesellschaft zur Förderung des Forschungstransfers e.V.[9]